# Сандра Вехтерсхојзер
Сандра Вехтерсхојзер (Шенек, 4. март 1975) је бивша немачка професионална тенисерка.

## Биографија
Рођена је 4. марта 1975. у Шенеку. Учествовала је на професионалној турнеји 1990-их и достигла 181. место у синглу. Учествовала је у жребу квалификација за УС Опен 1995. и ушла у друго коло Отвореног првенства Немачке победивши Јелену Лиховцеву.

## Финала Међународне тениске федерације
| $25,000 турнири |
| $10,000 турнири |

### Дубл: 2 (1–1)
| Резултат       | Број | Датум         | Место            | Партнер           | Противници                  | Скор     |
| -------------- | ---- | ------------- | ---------------- | ----------------- | --------------------------- | -------- |
| Другопласирани | 1.   | 20. јул 1992. | Дармштат         | Аноушка Поп       | Тина Крижан Никол Арент     | 2–6, 1–6 |
| Победник       | 1.   | 7. март 1994. | Офенбах на Мајни | Петра Винзенхолер | Јука Јошида Хироко Мочизуки | 7–6, 6–3 |